# شكر الله (مؤرخ عثماني)
شكر الله بن الإمام شهاب الدين أحمد بن الإمام زين الدين زكي (بالتركية: Şükrüllah bin İmâm Şihâbeddîn Ahmed bin İmâm Zeyneddîn Zekîdir)‏ (1388م–1488م)، مؤرخ ودبلوماسي عثماني من القرن الخامس عشر. وُلد عام 1388م في أماسية وتوفي في اسطنبول وهو من أوائل المؤرخين العثمانيين. كتب كتاباً تاريخيًا عالميًا مشهورًا باللغة الفارسية عنوانه: «بهجة التواريخ» وقدمه إلى الصدر الأعظم محمود باشا. وقد أصبح كتابه مرجعاً للمؤرخين العثمانيين في وقت لاحق.

## حياته
ولد شكر الله عام 1388م واسم والده «شهاب الدين أحمد». دخل الخدمة العثمانية عام 1409م،  وشغل منصب قاض في مدينة بورصة. أرسله السلطان مراد الثاني سفيرا لبعض الحكام الأتراك.
تشمل أعماله كتابات تاريخية ودينية. كتب تاريخًا عالميًا مشهورًا في ستينيات القرن الرابع عشر باللغة الفارسية باسم «بهجة التواريخ» وقدمها إلى الصدر الأعظم محمود باشا أنجيلوس (بالتركية: Veli Mahmud Paşa)‏. تم استخدام عمله من قبل المؤرخين العثمانيين في وقت لاحق. 

## كتاب «بهجة التواريخ»

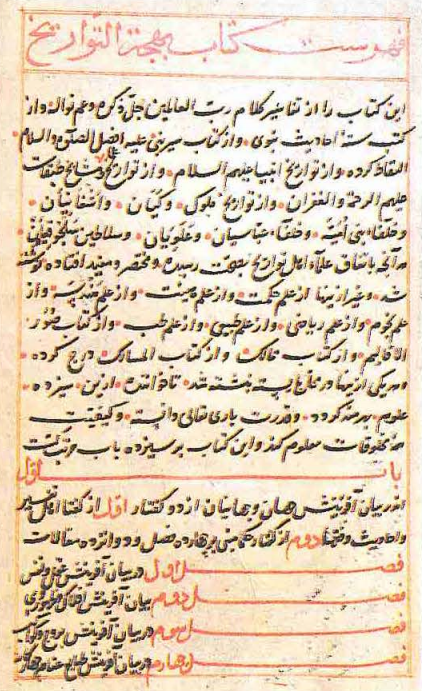
الصفحة الأولى من المخطوطة الأصلية لكتاب "بهجة التواريخ" للمؤرخ العثماني شكر الله.

كتاب «بهجة التواريخ» (بالتركية: Behcetü't Tevârîh)‏ المكتوب بين عامي 1456م و1459م هو كتاب تاريخي كبير كتبه باللغة الفارسية. تُرجم هذا العمل من اللغة الفارسية إلى اللغة التركية في عام 1530م في عهد السلطان سليمان القانوني.
يتكون الكتاب من 13 قسمًا، ويتحدث عن الكون وخلق الإنسان الأول، والصينيين، والترك، والروم وبعض الجنسيات الأخرى، ويشير إلى رسول الله محمد بن عبد الله ﷺ ويتحدث عن المسلمين، كما يذكر الفلاسفة اليونانيين. ثم يذكر الديانات الكبرى، وحكّام المسلمين وشواهين إيران والحكام غير المسلمين. ثم يتحدث عن الأمويين والعباسيين والعلويين والسلاجقة. وخُصِّصَ الفصل الأخير لدولة الخلافة العثمانية.

## وفاته
توفى شكر الله عام 1488م في إسطنبول بتركيا ويقع قبره في مسجد الشيخ وفا.